# Hans Peter Schlickewei
Hans Peter Schlickewei (1947) é um matemático alemão, que trabalha com teoria dos números (teoria dos números transcendentais). É professor da Universidade de Marburgo.
Schlickewei obteve um doutorado em 1975 na Universidade de Freiburg, orientado por Theodor Schneider, com a tese Approximation algebraischer Zahlen durch rationale Zahlen.
Provou em 1976 a generalização p-ádica do teorema do subespaço de Wolfgang Schmidt.
Foi palestrante convidado do Congresso Internacional de Matemáticos em Berlim (1998: The Subspace Theorem and Applications).

## Publicações
- Die p-adische Verallgemeinerung des Satzes von Thue-Siegel-Roth-Schmidt, J. Reine Angew. Math., Volume 288, 1976, p. 86–105
- S-unit equations over number fields, Invent. Math., Volume 102, 1990, p. 95–107
- The multiplicity of binary recurrences, Invent. Math., Volume 129, 1997, p. 11–36
- com W. Schmidt: Number of solutions of polynomial-exponential equations, Compositio Math., Volume 120, 2000, p. 193–225
- Approximation of algebraic numbers, in: D. Masser, Yu. V. Nesterenko, W. Schmidt, M. Waldschmidt: Diophantine Approximation, Lectures CIME Summer School 2000, Springer 2003